# Relé de proteção

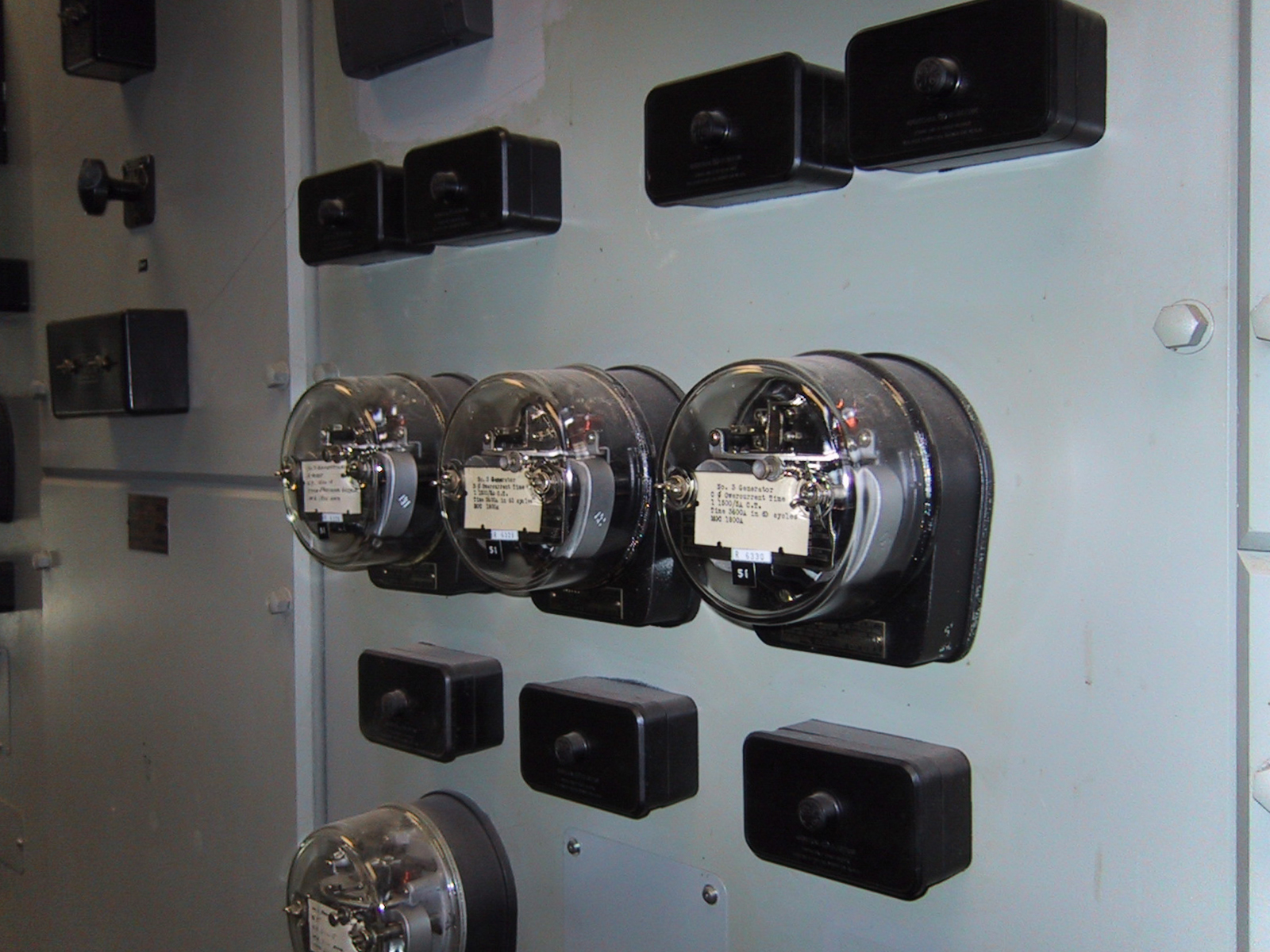
Relés de proteção eletromecânicos em uma usina hidrelétrica. Os relés estão em caixas redondas de vidro. Os dispositivos retangulares são blocos de conexão de teste, usados para testar e isolar circuitos de transformadores de instrumentos.

Em engenharia elétrica, um relé de proteção é um dispositivo projetado para desarmar um disjuntor quando uma falha é detectada no sistema. Os primeiros relés de proteção eram dispositivos eletromagnéticos, compostos por bobinas que operavam em peças móveis, com a finalidade de detectar condições operacionais anormais, como sobrecorrente, sobretensão, fluxo de energia reverso, sobrefrequência e subfrequência. Esses relés eram essenciais para proteger os sistemas elétricos contra falhas e evitar danos a equipamentos e instalações. 
Os relés de proteção digitais de estado sólido, baseados em microprocessadores, não apenas emulam os dispositivos eletromecânicos originais, mas também oferecem tipos de proteção e supervisão que seriam impraticáveis com relés eletromecânicos. Enquanto os relés eletromecânicos fornecem apenas indicações básicas sobre a localização e origem de uma falha, um único relé microprocessado pode realizar funções que, de outra forma, exigiriam dois ou mais dispositivos eletromecânicos. Ao integrar várias funções em um único dispositivo, os relés numéricos também proporcionam economia de custos de capital e manutenção em comparação com os relés eletromecânicos. No entanto, devido à sua longa vida útil, dezenas de milhares desses "sentinelas silenciosas" ainda protegem linhas de transmissão e equipamentos elétricos ao redor do mundo. Para linhas de transmissão e geradores críticos, as instalações podem contar com cubículos dedicados à proteção, que podem conter muitos dispositivos eletromecânicos individuais ou, em alguns casos, um ou dois relés microprocessados.
A teoria e a aplicação dos dispositivos de proteção são componentes essenciais da formação de um engenheiro de energia especializado em proteção de sistemas de energia. A necessidade de agir rapidamente para proteger circuitos e equipamentos exige que os relés de proteção respondam e disparem os disjuntores em questão de milésimos de segundo. Em alguns casos, esses tempos de atuação são especificados por regulamentações ou normas operacionais. Para garantir que os sistemas de proteção estejam funcionando corretamente, é essencial um programa de manutenção ou teste contínuo, que avalie o desempenho e a disponibilidade desses sistemas, assegurando que estejam prontos para atuar quando necessário.
Com base na aplicação final e na legislação aplicável, vários padrões como ANSI C37.90, IEC255-4, IEC60255-3 e IAC regem o tempo de resposta do relé às condições de falha que podem ocorrer. 

## Princípios de operação
Os relés de proteção eletromecânicos operam por atração magnética ou indução magnética. Ao contrário dos relés eletromecânicos do tipo comutação, que possuem limites de tensão operacional e tempos de operação fixos e frequentemente imprecisos, os relés de proteção são projetados com características operacionais de tempo e corrente (ou outro parâmetro relevante) claramente definidas, selecionáveis e ajustáveis. Esses relés de proteção podem incorporar diversos componentes, como conjuntos de discos de indução, polos sombreados, ímãs, bobinas de operação e restrição, solenóides, contatos de relé telefônico e redes de mudança de fase, para garantir a precisão e a eficácia na detecção de falhas e no disparo de disjuntores.
Os relés de proteção também podem ser classificados com base no tipo de medição que realizam. Um relé de proteção pode responder à magnitude de uma grandeza específica, como tensão ou corrente. Relés de indução, por exemplo, podem responder ao produto de duas grandezas em bobinas de campo, o que pode representar, por exemplo, a potência em um circuito. Esse tipo de medição permite que os relés monitorem variáveis interdependentes, oferecendo uma proteção mais refinada para o sistema elétrico, adaptando-se a diferentes condições operacionais e tipos de falhas.
"Não é prático fazer um relé que desenvolva um torque igual ao quociente de duas grandezas CA. Isso, no entanto, não é importante; a única condição significativa para um relé é sua configuração e a configuração pode ser feita para corresponder a uma razão independentemente dos valores dos componentes em uma ampla faixa." 
Várias bobinas de operação podem ser utilizadas para fornecer "polarização" ao relé, permitindo que a sensibilidade da resposta em um circuito seja controlada por outra grandeza. Isso significa que a operação do relé pode ser ajustada para responder de maneira mais precisa a diferentes condições de falha ou operação. Além disso, diversas combinações de "torque de operação" e "torque de restrição" podem ser geradas no relé, o que possibilita um controle refinado da atuação do dispositivo. O "torque de operação" é responsável por acionar o relé em resposta a uma falha, enquanto o "torque de restrição" atua para evitar disparos falsos, garantindo que o relé só dispare quando necessário.
Com o uso de um ímã permanente no circuito magnético, um relé pode responder de forma diferente à corrente em uma direção em comparação com a outra. Esses relés polarizados são especialmente úteis em circuitos de corrente contínua, sendo capazes de detectar, por exemplo, corrente reversa em um gerador. Um relé polarizado pode ser biestável, o que significa que mantém um contato fechado mesmo sem corrente na bobina e só exige corrente reversa para reiniciar sua operação. Para circuitos de corrente alternada (CA), o princípio é expandido com um enrolamento polarizador conectado a uma fonte de tensão de referência, permitindo que o relé responda de maneira distinta às diferentes fases da corrente alternada. Isso melhora a precisão e a flexibilidade do sistema de proteção, adaptando-se às características específicas de cada tipo de corrente.
Contatos leves produzem relés sensíveis que operam rapidamente, mas contatos pequenos não conseguem conduzir ou interromper correntes pesadas. Muitas vezes, o relé de medição acionará relés de armadura auxiliares do tipo telefone.
Em uma grande instalação de relés eletromecânicos, seria difícil determinar qual dispositivo originou o sinal que disparou o circuito. Essas informações são úteis para que o pessoal operacional determine a causa provável da falha e evite sua recorrência. Os relés podem ser equipados com uma unidade de "alvo" ou "bandeira", que é liberada quando o relé opera, para exibir um sinal colorido distinto quando o relé dispara. 

## Tipos de acordo com a construção

### Eletromecânico
Os relés eletromecânicos podem ser classificados em vários tipos diferentes, como segue:
| - armadura atraída - bobina móvel | - indução - operado por motor | - mecânico - térmico |

Os relés do tipo "armadura" têm uma alavanca articulada apoiada em uma dobradiça  ou pivô de lâmina, que carrega um contato móvel. Esses relés podem funcionar em corrente alternada ou contínua, mas para corrente alternada, uma bobina de sombreamento no pólo  é usado para manter a força de contato durante todo o ciclo de corrente alternada. Como o espaço de ar entre a bobina fixa e a armadura móvel se torna muito menor quando o relé é operado, a corrente necessária para manter o relé fechado é muito menor do que a corrente para operá-lo pela primeira vez. A "relação de retorno"  ou "diferencial" é a medida de quanto a corrente deve ser reduzida para reiniciar o relé.
Uma aplicação variante do princípio de atração é o operador do tipo êmbolo ou solenoide. Um revezamento de palheta é outro exemplo do princípio da atração.
Os medidores de "bobina móvel" usam um laço de voltas de fio em um ímã estacionário, semelhante a um galvanômetro, mas com uma alavanca de contato em vez de um ponteiro. Elas podem ser feitas com sensibilidade muito alta. Outro tipo de bobina móvel suspende a bobina por dois ligamentos condutores, permitindo um deslocamento muito longo da bobina.

### Relé de sobrecorrente de disco de indução

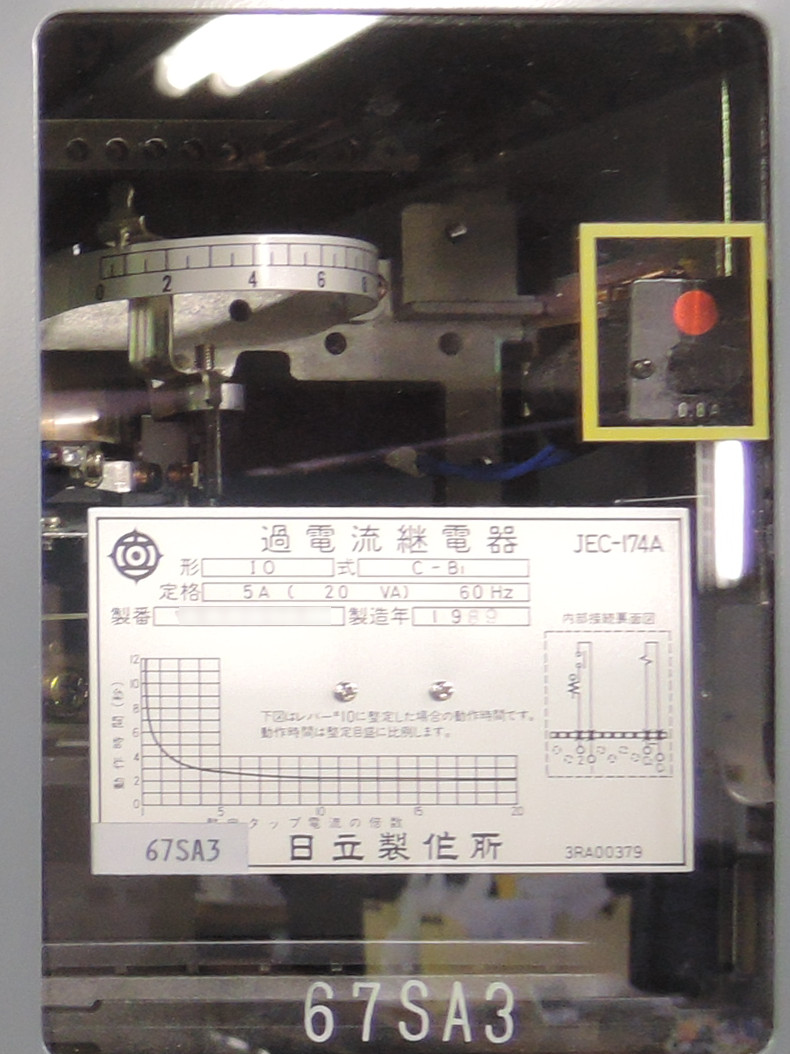
Quando a corrente de entrada está acima do limite de corrente, o disco gira, o contato se move para a esquerda e atinge o contato fixo. A escala acima da placa indica o tempo de atraso.

Os medidores de disco de "indução" funcionam induzindo correntes em um disco que pode girar livremente; o movimento rotativo do disco opera um contato. Os relés de indução requerem corrente alternada; se duas ou mais bobinas forem usadas, elas devem estar na mesma frequência, caso contrário, nenhuma força operacional líquida será produzida.  Esses relés eletromagnéticos usam o princípio de indução descoberto por Galileu Ferraris no final do século XIX. O sistema magnético em relés de sobrecorrente de disco de indução é projetado para detectar sobrecorrentes em um sistema de energia e operar com um atraso de tempo pré-determinado quando certos limites de sobrecorrente são atingidos. Para operar, o sistema magnético dos relés produz um torque que atua sobre um disco metálico para fazer contato, de acordo com a seguinte equação básica de corrente/torque: 
{\displaystyle T\propto \phi _{s}\times \phi _{u}\sin \alpha }
Onde {\displaystyle \phi _{u}} e {\displaystyle \phi _{s}} são os dois fluxos e {\displaystyle \alpha } é o ângulo de fase entre os fluxos
As seguintes conclusões importantes podem ser tiradas da equação acima. 
- Dois fluxos alternados com mudança de fase são necessários para a produção de torque.
- O torque máximo é produzido quando os dois fluxos alternados estão separados por 90 graus.
- O torque resultante é constante e não uma função do tempo.

O enrolamento primário do relé é fornecido pelo transformador de corrente do sistema de energia por meio de uma ponte de plugue,  que é chamada de multiplicador de configuração do plugue (psm). Normalmente, sete derivações ou faixas de operação igualmente espaçadas determinam a sensibilidade dos relés. O enrolamento primário está localizado no eletroímã superior. O enrolamento secundário tem conexões no eletroímã superior que são energizadas pelo enrolamento primário e conectadas ao eletroímã inferior. Quando os eletroímãs superior e inferior são energizados, eles produzem correntes parasitas que são induzidas no disco de metal e fluem pelos caminhos de fluxo. Essa relação de correntes parasitas e fluxos cria um torque proporcional à corrente de entrada do enrolamento primário, devido aos dois caminhos de fluxo estarem defasados em 90°.
Em uma condição de sobrecorrente, um valor de corrente será atingido que superará a pressão da mola de controle no fuso e no ímã de frenagem, fazendo com que o disco de metal gire em direção ao contato fixo. Esse movimento inicial do disco também é mantido em um valor positivo crítico de corrente por pequenas ranhuras que geralmente são cortadas na lateral do disco. O tempo necessário para a rotação fazer os contatos não depende apenas da corrente, mas também da posição de recuo do fuso, conhecida como multiplicador de tempo (tm). O multiplicador de tempo é dividido em 10 divisões lineares do tempo de rotação total.
Desde que o relé esteja livre de sujeira, o disco metálico e o fuso com seu contato atingirão o contato fixo, enviando assim um sinal para desarmar e isolar o circuito, dentro de suas especificações de tempo e corrente projetadas. A queda de corrente do relé é muito menor que seu valor operacional e, uma vez atingida, o relé será reiniciado em um movimento reverso pela pressão da mola de controle governada pelo ímã de frenagem.

### Estático
A aplicação de amplificadores eletrônicos em relés de proteção foi descrita já em 1928, usando amplificadores valvulados e continuou até 1956.  Dispositivos que usavam tubos de elétrons foram estudados, mas nunca aplicados como produtos comerciais, devido às limitações dos amplificadores valvulados. Uma corrente de espera relativamente grande é necessária para manter a temperatura do filamento do tubo; tensões altas inconvenientes são necessárias para os circuitos, e os amplificadores valvulados têm dificuldade com operação incorreta devido a distúrbios de ruído.
Os relés estáticos não têm ou têm poucas partes móveis e se tornaram práticos com a introdução do transistor . Os elementos de medição de relés estáticos foram construídos com sucesso e economicamente a partir de diodos, diodos zener, diodos de avalanche, transistores unijunction, transistores bipolares pnp e npn, transistores de efeito de campo ou suas combinações.  : 6 Os relés estáticos oferecem a vantagem de maior sensibilidade do que os relés puramente eletromecânicos, porque a energia para operar os contatos de saída é derivada de uma fonte separada, não dos circuitos de sinal. Os relés estáticos eliminaram ou reduziram o salto de contato e podem fornecer operação rápida, longa vida útil e baixa manutenção. 

### Digital
Os relés de proteção digitais estavam em sua infância no final da década de 1960.   Um sistema experimental de proteção digital foi testado em laboratório e em campo no início da década de 1970.   Ao contrário dos relés mencionados acima, os relés de proteção digitais têm duas partes principais: hardware e software  . O primeiro relé de proteção digital disponível comercialmente no mundo foi introduzido na indústria de energia em 1984 pelos Laboratórios de Engenharia Schweitzer (SEL), sediados em Pullman, Washington.  Apesar do desenvolvimento de algoritmos complexos para implementação de funções de proteção, os relés baseados em microprocessadores comercializados na década de 1980 não os incorporaram.  Um relé de proteção digital baseado em microprocessador pode substituir as funções de muitos instrumentos eletromecânicos discretos. Esses relés convertem tensões e correntes para o formato digital e processam as medições resultantes usando um microprocessador. O relé digital pode emular funções de muitos relés eletromecânicos discretos em um único dispositivo,  simplificando o projeto de proteção e a manutenção. Cada relé digital pode executar rotinas de autoteste para confirmar sua prontidão e disparar um alarme se uma falha for detectada. Os relés digitais também podem fornecer funções como interface de comunicação ( SCADA ), monitoramento de entradas de contato, medição, análise de forma de onda e outros recursos úteis. Os relés digitais podem, por exemplo, armazenar vários conjuntos de parâmetros de proteção,  o que permite que o comportamento do relé seja alterado durante a manutenção do equipamento conectado. Os relés digitais também podem fornecer estratégias de proteção impossíveis de implementar com relés eletromecânicos. Isto é particularmente verdade em circuitos de alta tensão de longa distância ou multiterminais ou em linhas que são compensadas em série ou em derivação  Eles também oferecem benefícios em autoteste e comunicação com sistemas de controle de supervisão.

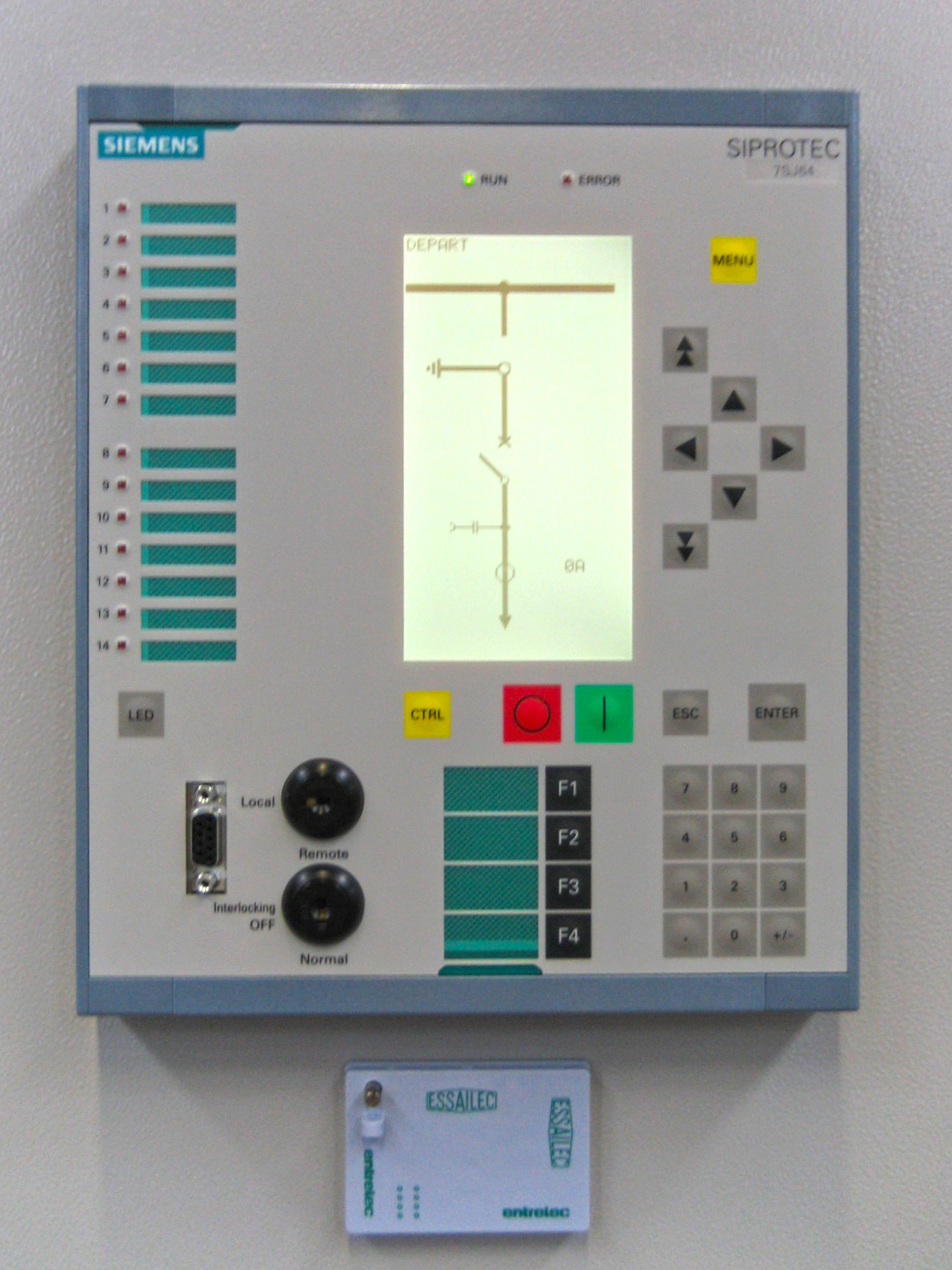
Um relé de proteção multifuncional digital (numérico) para redes de distribuição. Um único dispositivo desse tipo pode substituir muitos relés eletromecânicos de função única e fornece funções de autoteste e comunicação.

### Numérico
A distinção entre relé de proteção digital e numérico baseia-se em pontos de detalhes técnicos finos e raramente é encontrada em áreas diferentes da Proteção  . Os relés numéricos são o produto dos avanços da tecnologia dos relés digitais. Geralmente, existem vários tipos diferentes de relés de proteção numérica. Cada tipo, no entanto, compartilha uma arquitetura semelhante, permitindo assim que os designers construam uma solução de sistema completa baseada em um número relativamente pequeno de componentes flexíveis.  Eles usam processadores de alta velocidade executando algoritmos apropriados  .   A maioria dos relés numéricos também são multifuncionais  e têm vários grupos de configuração, cada um com dezenas ou centenas de configurações. 

## Relés por funções
As diversas funções de proteção disponíveis em um determinado relé são indicadas por números de dispositivo ANSI padrão. Por exemplo, um relé incluindo a função 51 seria um relé de proteção contra sobrecorrente temporizado.

### Relé de sobrecorrente
Um relé de sobrecorrente é um tipo de relé de proteção que opera quando a corrente de carga excede um valor de captação. É de dois tipos: relé de sobrecorrente instantânea (IOC) e relé de sobrecorrente de tempo definido (DTOC).
O número do dispositivo ANSI é 50 para um relé IOC ou um relé DTOC. Em uma aplicação típica, o relé de sobrecorrente é conectado a um transformador de corrente e calibrado para operar em um nível de corrente específico ou acima dele. Quando o relé opera, um ou mais contatos operam e energizam para desarmar um disjuntor. O relé DTOC tem sido amplamente utilizado no Reino Unido, mas seu problema inerente de operar mais lentamente para falhas mais próximas da fonte levou ao desenvolvimento do relé IDMT.  : págs. 30-31 

#### Relé de sobrecorrente de tempo definido
Um relé de sobrecorrente de tempo definido (DTOC) é um relé que opera após um período de tempo definido quando a corrente excede o valor de captação. Portanto, este relé tem uma faixa de ajuste de corrente e também uma faixa de ajuste de tempo.

#### Relé de sobrecorrente instantâneo
Um relé de sobrecorrente instantâneo é um relé de sobrecorrente que não possui atraso de tempo intencional para operação. Os contatos do relé são fechados instantaneamente quando a corrente dentro do relé sobe além do valor operacional. O intervalo de tempo entre o valor de captação instantânea e o fechamento dos contatos do relé é muito baixo. Possui baixo tempo de operação e começa a operar instantaneamente quando o valor da corrente é maior que o ajuste do relé. Este relé opera somente quando a impedância entre a fonte e o relé for menor que a fornecida na seção. 

#### Relé de sobrecorrente de tempo inverso
Um relé de sobrecorrente de tempo inverso (ITOC) é um relé de sobrecorrente que opera somente quando a magnitude de sua corrente operacional é inversamente proporcional à magnitude das grandezas energizadas. O tempo de operação do relé diminui com o aumento da corrente. O funcionamento do relé depende da magnitude da corrente. 

#### Relé de tempo mínimo definido inverso
Os relés de tempo mínimo definido inverso (IDMT) são relés de proteção que foram desenvolvidos para superar as deficiências dos relés de sobrecorrente de tempo definido (DTOC).  : págs. 30-31 
Se a impedância da fonte permanecer constante e a corrente de falha mudar consideravelmente à medida que nos afastamos do relé, então é vantajoso usar proteção de sobrecorrente IDMT  para obter proteção de alta velocidade em uma grande seção do circuito protegido.  : 127 Entretanto, se a impedância da fonte for significativamente maior que a impedância do alimentador, a característica do relé IDMT não pode ser explorada e o DTOC pode ser utilizado.  : 42 Em segundo lugar, se a impedância da fonte variar e se tornar mais fraca com menos geração durante cargas leves, isso levará a um tempo de liberação mais lento, anulando assim o propósito do relé IDMT.  : 143 
A norma IEC 60255-151 especifica as curvas de relé IDMT conforme mostrado abaixo. As quatro curvas da Tabela 1 são derivadas da Norma Britânica BS 142, agora retirada  Os outros cinco, na Tabela 2, são derivados do padrão ANSI C37.112. 
Embora seja mais comum usar relés IDMT para proteção de corrente, é possível utilizar o modo de operação IDMT para proteção de tensão  . É possível programar curvas personalizadas em alguns relés de proteção  e outros fabricantes  têm curvas especiais específicas para seus relés. Alguns relés numéricos podem ser usados para fornecer proteção contra sobretensão de tempo inverso  ou proteção contra sobrecorrente de sequência negativa.  : 915 
| Característica do relé                       | Equação IEC                                                |
| -------------------------------------------- | ---------------------------------------------------------- |
| Inverso Padrão (SI)                          | {\displaystyle t=TMS\times {\frac {0.14}{I_{r}^{0.02}-1}}} |
| Muito Inverso                                | {\displaystyle t=TMS\times {\frac {13.5}{I_{r}-1}}}        |
| Extremamente Inverso (EI)                    | {\displaystyle t=TMS\times {\frac {80}{I_{r}^{2}-1}}}      |
| Falha de aterramento padrão de longa duração | {\displaystyle t=TMS\times {\frac {120}{I_{r}-1}}}         |

| Característica do relé              | Equação IEEE |
| ----------------------------------- | --- |
| IEEE Moderadamente Inverso          | {\displaystyle t={\frac {TD}{7}}{\biggl \{}{\biggl (}{\frac {0.0515}{I_{r}^{0.02}-1}}{\biggl )}+0.114{\biggl \}}}    |
| IEE Muito Inverso (VI)              | {\displaystyle t={\frac {TD}{7}}{\biggl \{}{\biggl (}{\frac {19.61}{I_{r}^{2}-1}}{\biggl )}+0.491{\biggl \}}}        |
| Extremamente Inverso (EI)           | {\displaystyle t={\frac {TD}{7}}{\biggl \{}{\biggl (}{\frac {28.2}{I_{r}^{2}-1}}{\biggl )}+0.1217{\biggl \}}}        |
| EUA CO 8 inverso                    | {\displaystyle t={\frac {TD}{7}}{\biggl \{}{\biggl (}{\frac {5.95}{I_{r}^{2}-1}}{\biggl )}+0.18{\biggl \}}}          |
| CO 2 dos EUA Inverso de Curto Prazo | {\displaystyle t={\frac {TD}{7}}{\biggl \{}{\biggl (}{\frac {0.02394}{I_{r}^{0.02}-1}}{\biggl )}+0.01694{\biggl \}}} |

I r = é a razão entre a corrente de falha e a corrente de ajuste do relé ou um multiplicador de ajuste do plugue.  : págs. 73 “Plug” é uma referência da era dos relés eletromecânicos e estavam disponíveis em discretos  passos. TD é a configuração do mostrador de tempo.
As equações acima resultam em uma "família" de curvas como resultado do uso de diferentes configurações de multiplicador de tempo (TMS). É evidente pelas equações características do relé que um TMS maior resultará em um tempo de liberação mais lento para um determinado valor de PMS (I r ).

### Revezamento de distância
Os relés de distância, também conhecidos como relés de impedância, diferem em princípio de outras formas de proteção, pois seu desempenho não é regido pela magnitude da corrente ou tensão no circuito protegido, mas sim pela razão entre essas duas grandezas. Os relés de distância são, na verdade, relés de grandeza de atuação dupla, com uma bobina energizada por tensão e a outra por corrente. O elemento de corrente produz um torque positivo ou de captação, enquanto o elemento de tensão produz um torque negativo ou de reinicialização. O relé opera somente quando a relação V/I cai abaixo de um valor predeterminado (ou valor definido). Durante uma falha na linha de transmissão, a corrente de falha aumenta e a tensão no ponto de falha diminui. A relação V/I  é medida na localização dos TCs e TPs . A tensão no local do TP depende da distância entre o TP e a falha. Se a tensão medida for menor, significa que a falha está mais próxima e vice-versa. Daí a proteção chamada relé de distância. A carga que flui através da linha aparece como uma impedância para o relé e cargas suficientemente grandes (já que a impedância é inversamente proporcional à carga) podem levar a um disparo do relé mesmo na ausência de uma falha. :467 : 467 

### Esquema de proteção diferencial atual

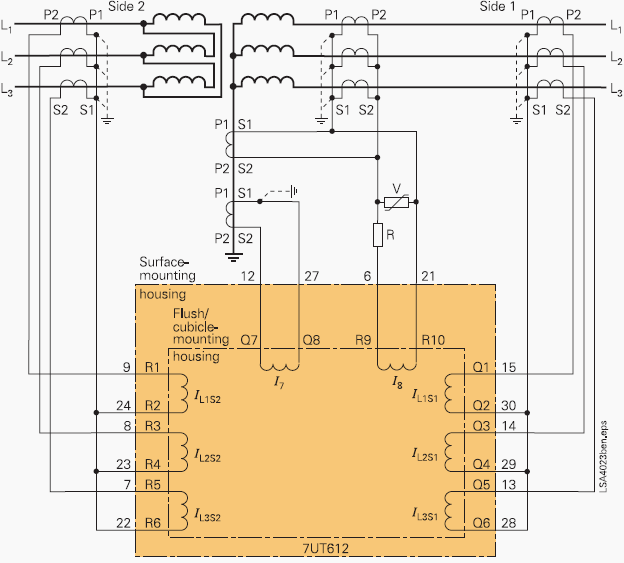

Um esquema diferencial atua na diferença entre a corrente que entra em uma zona protegida (que pode ser um barramento, gerador, transformador ou outro aparelho) e a corrente que sai dessa zona. Uma falha fora da zona gera a mesma corrente de falha na entrada e na saída da zona, mas falhas dentro da zona aparecem como uma diferença na corrente.
"A proteção diferencial é 100% seletiva e, portanto, responde somente a falhas dentro de sua zona protegida. O limite da zona protegida é definido exclusivamente pela localização dos transformadores de corrente . A gradação de tempo com outros sistemas de proteção, portanto, não é necessária, permitindo o disparo sem atraso adicional. A proteção diferencial é, portanto, adequada como proteção principal rápida para todos os itens importantes da planta." :15
A proteção diferencial pode ser usada para fornecer proteção para zonas com múltiplos terminais   e pode ser usada para proteger linhas,  geradores, motores, transformadores e outras instalações elétricas.
Transformadores de corrente em um esquema diferencial devem ser escolhidos para ter resposta quase idêntica a altas sobrecorrentes. Se uma "falha de passagem" resultar na saturação de um conjunto de transformadores de corrente antes de outro, a proteção diferencial de zona verá uma corrente de "operação" falsa e poderá disparar falsamente.
Os disjuntores GFCI ( interruptor de circuito de falha de aterramento ) combinam proteção contra sobrecorrente e proteção diferencial (não ajustável) em módulos padrão comumente disponíveis. 

### Relé direcional
Um relé direcional usa uma fonte polarizadora adicional de tensão ou corrente para determinar a direção de uma falha. Os elementos direcionais respondem à mudança de fase entre uma quantidade polarizadora e uma quantidade operacional.  A falha pode estar localizada a montante ou a jusante da localização do relé, permitindo que dispositivos de proteção apropriados sejam operados dentro ou fora da zona de proteção.

### Verificação de sincronismo
Um relé de verificação de sincronismo fornece um fechamento de contato quando a frequência e a fase de duas fontes são semelhantes dentro de alguma margem de tolerância. Um relé de "verificação de sincronização" é frequentemente aplicado onde dois sistemas de energia estão interconectados, como em um pátio de manobras conectando duas redes elétricas, ou em um disjuntor de gerador para garantir que o gerador esteja sincronizado com o sistema antes de conectá-lo.

## Fonte de energia
Os relés também podem ser classificados de acordo com o tipo de fonte de energia que utilizam para funcionar.

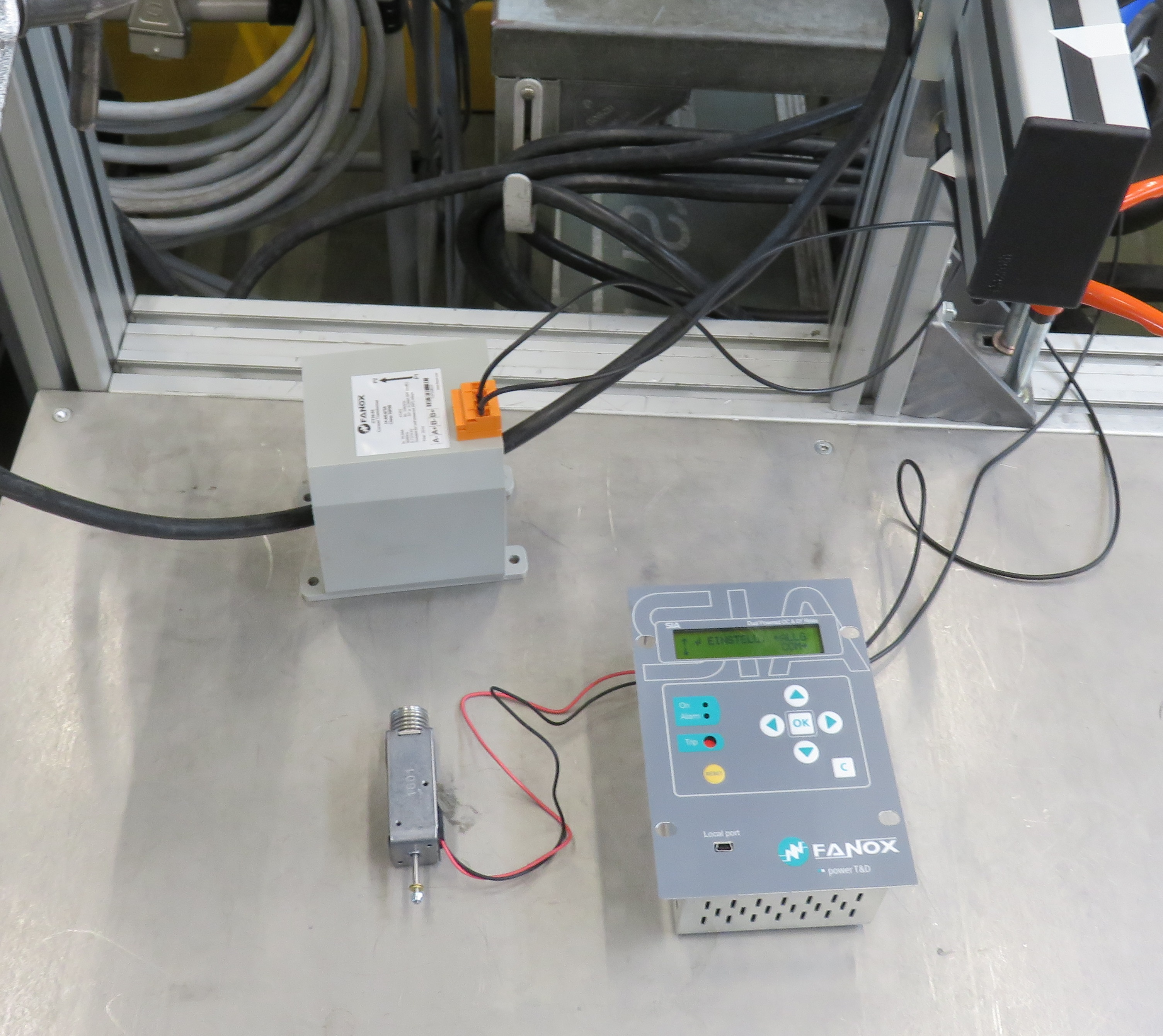
Um relé de proteção de dupla alimentação alimentado pela corrente obtida da linha por um TC. O atacante também é mostrado

- Os relés autoalimentados operam com energia derivada do circuito protegido, por meio de transformadores de corrente usados para medir a corrente da linha, por exemplo. Isso elimina a questão do custo e da confiabilidade de um fornecimento separado.
- Relés auxiliares alimentados dependem de uma bateria ou fonte de alimentação CA externa. Alguns relés podem usar CA ou CC. A alimentação auxiliar deve ser altamente confiável durante uma falha do sistema.
- Relés de alimentação dupla também podem ser alimentados de forma auxiliar, de modo que todas as baterias, carregadores e outros elementos externos se tornem redundantes e usados como backup.